# Piękna warszawianka
Piękna warszawianka – francuski film sensacyjny z 1994 roku w reżyserii Francka Apprederisa, jedna z części cyklu filmowego La Mondaine. Zdjęcia kręcono w Warszawie.

## Fabuła
Francuski komisarz policji, Anders Etchegoyen, chce pomścić śmierć kolegi. Pewnego dnia w jednym z lokali w Paryżu zostaje zamordowana Ola, striptizerka pochodząca z Polski. Anders wpada na trop handlarzy ludźmi i w celach śledczych wyjeżdża do Warszawy, gdzie pomaga mu komisarz Kamiński. Wkrótce okazuje się, że morderstwo striptizerki wiąże się ze sprawą zabójstwa kolegi Andersa, Picarda. Anders Etchegoyen jest w niebezpieczeństwie.

## Obsada
- Patrick Chesnais jako Anders Etchegoyen
- Ilaria Borrelli jako Clara Franconeri
- Wojciech Wysocki jako Borowski
- Agnieszka Wagner
- Richard-Edwin Sammel jako Kamiński
- Philippe Rouleau
- Michał Banach jako Amerykanin
- Henryk Bista jako Bogumił
- Monika Bolly
- Zbigniew Buczkowski jako tajniak
- Mariusz Czajka jako tajniak
- Hanna Dunowska
- Renata Gabryjelska jako Maryśka
- Anna Gornostaj
- Maciej Kozłowski jako portier

i inni